# Georges Mandel
Louis Georges Rothschild (Chatou, 5 de junio de 1885-Fontainebleau, 7 de julio de 1944), más conocido por su pseudónimo Georges Mandel, fue un político francés, ministro del Interior durante la Tercera República.

## Biografía

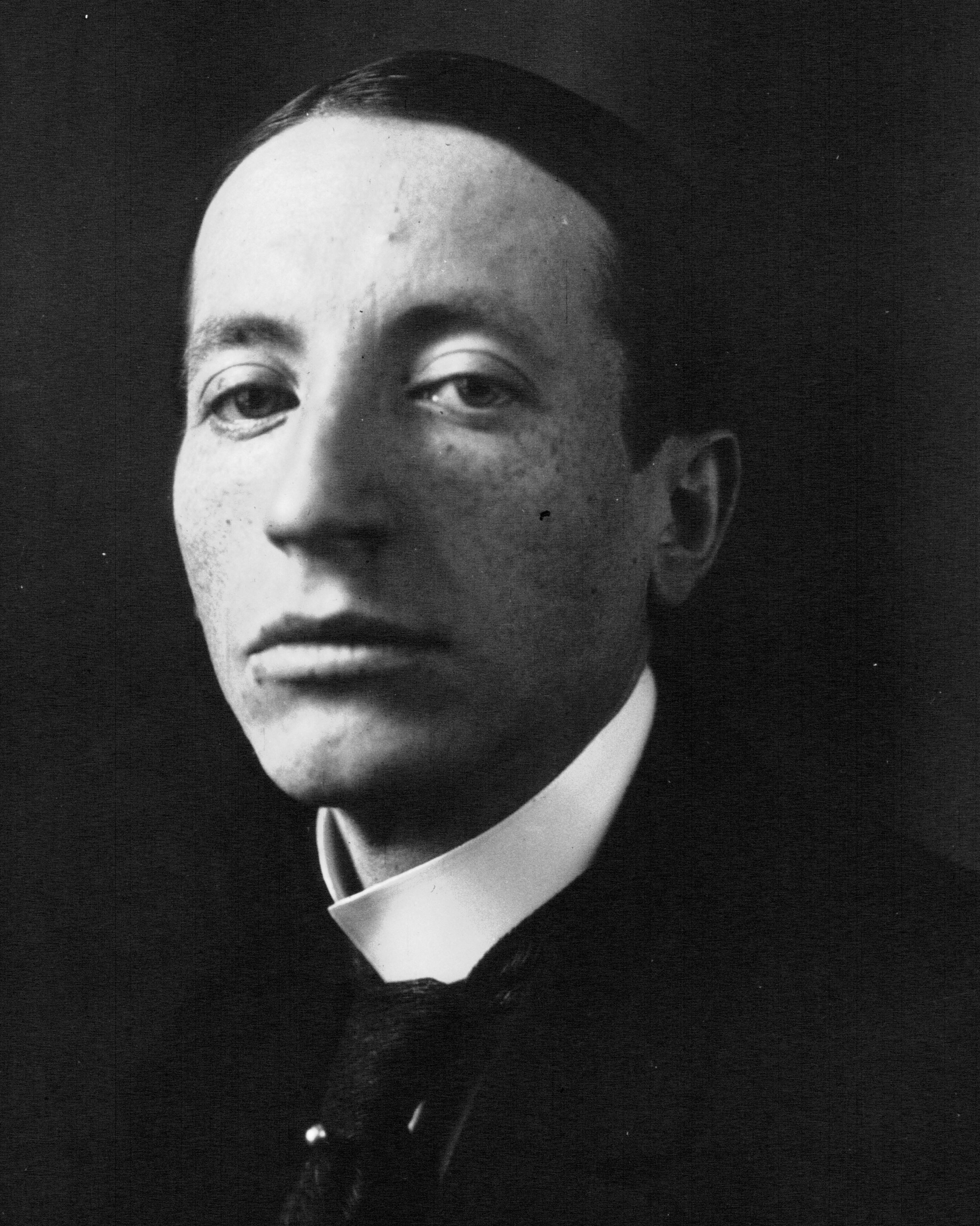
Mandel en 1919

Nacido en Chatou el 5 de junio de 1885, comenzó a adoptar el pseudónimo de Georges Considerado la mano derecha de Georges Clemenceau, fue diputado por Gironda entre 1919 y 1924 y entre 1928 y 1942. Ejerció también los cargos de ministro de Postas, Telégrafos y Teléfonos entre 1934 y 1936 y ministro de las Colonias entre 1938 y 1940.
El 18 de mayo de 1940 Mandel  fue nombrado por Paul Reynaud como ministro del Interior de su gabinete, cargo que ocupó hasta el 16 de junio de 1940. El 16 de junio de 1940, Mandel rechazó la oferta británica de ser trasladado al Reino Unido para desde allí continuar la guerra, argumentando al General Spears que, precisamente porque era judío, no debía abandonar Francia.
Mandel, aunque se mostró crítico con la III República, fue uno de los  parlamentarios que el 10 de julio de 1940 rechazó el régimen de Vichy. Solo 80 parlamentarios —57 diputados y 23 senadores— se opusieron a suspender las leyes constitucionales de Francia y a conceder plenos poderes al Gobierno del mariscal Petain, frente a 569 que votaron a favor de esas propuestas. Georges Mandel nunca fue juzgado. De 1940 a 1944 el régimen de Vichy le internó en distintas prisiones, incluyendo el fuerte de Portalet en durísimas condiciones, donde también estaba Reynaud, para acabar en los campos de concentración de Oranienburg y Buchenwald (donde coincidió con Léon Blum).
Fue asesinado por miembros de la Milicia Francesa en el bosque de Fontainebleau el 7 de julio de 1944.